# John Keble
John Keble, född 25 april 1792 i Fairford, Gloucestershire, död 29 mars 1866 i Bournemouth, Dorset, var en brittisk poet och präst.
Keble prästvigdes 1816 och blev professor vid universitetet i Oxford 1831. Tillsättningen baserades till stor del på hans bok The Christian Year (Det kristna året) 1827.
Några av hans dikter är New Every Morning Is Thy Love och Sun of My Soul.
John Kebles predikan “National Apostasy” (1833) brukar räknas som starten på Oxfordrörelsen.
Keble College i Oxford är uppkallat efter honom.